# Samuel Elers-Svensson
Samuel Elers-Svensson, född 27 oktober 1979 i Stockholm, är en svensk röstskådespelare. 
Elers-Svensson var mest aktuell under slutet av 1980-talet i dubbningar av tecknad film. Han gjorde den svenska rösten till Lillefot i Landet för längesedan, fisken Blunder i Den lilla sjöjungfrun, samt Urchin i TV-serien Den lilla sjöjungfrun. Under 1990-talet var han med i omdubbningarna av Disneyfilmerna Peter Pan och Pinocchio.

## Filmografi (urval)
- Den lilla sjöjungfrun - Blunder
- Landet för längesedan - Lillefot
- Resan till Amerika – Fievel i vilda västern - Fievel
- Den lilla sjöjungfrun - Urchin (kallad Plurre i första avsnittet)
- Sonic the Hedgehog - Sonic som ung
- Peter Pan - John Darling (1992 års omdubb)
- Pinocchio - Lampis (1995 års omdubb)